# Julia Ekholm
Julia Ekholm, född den 17 juni 1996, är en svensk före detta fotbollsspelare (försvarare).

## Klubbkarriär
Ekholm började spela fotboll i Bollstanäs SK som sjuåring och tog sig hela vägen upp till A-laget. Hon anslöt till AIK säsongen 2015 och gick därefter till Hammarby IF, där hon spelade i två säsonger tills hon värvades till IK Uppsala.
I november 2018 återvände Ekholm till Hammarby IF, där hon tog en ordinarie plats i lagets backlinje. I januari 2020 meddelade Ekholm att hon avslutade sin karriär som fotbollsspelare, med motiveringen att hon inte kunde kombinera yrkeslivet med en ekonomiskt ohållbar satsning på elitfotbollen.

## Landslagskarriär
Julia Ekholm har varit uttagen för att representera Sverige i U21 EM i Israel 2015.

## Karriär efter fotbollen
I juni 2023 rekryterades Julia till rollen som Marketing Manager på hudvårdsföretaget Moss & Noor.